# Bluebell Railway

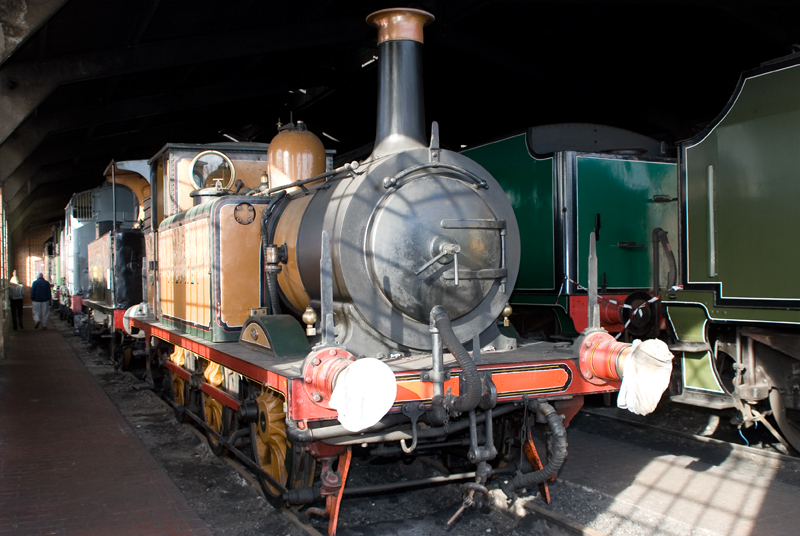
Het depot in Sheffield Park

De Bluebell Railway is een toeristische museumspoorlijn in het Engelse East Sussex.
Deze spoorlijn tussen Sheffield Park en East Grinstead is 18 km lang met een tussenstop in Horsted Keynes. In Sheffield Park heeft de Bluebell Railway zijn thuishaven.
De Bluebell Railway was de eerste normaalspoor museumlijn ter wereld, waar de eerste trein op 7 augustus 1960 over de nieuw geopende spoorlijn reed. En dat na drie jaar toen de lijn werd gesloten door British Railways tussen East Grinstead en Lewes.

## Uitbreiding richting East Grinstead
In 2000 heeft de Bluebell Railway het voormalige spoortracé richting East Grinstead opgekocht zodra de plannen om de toeristische museum spoorlijn te verlengen richting East Grinstead werden goedgekeurd. Met de noordelijke uitbreiding richting East Grinstead heeft de Bluebell Railway na gereedkomen van de uitbreiding in totaal 18 km aan museum spoorlijn. Het grootste obstakel is de vuilstort in de Imberhorne Cutting (ingraving). In 2013 werd de verlenging geopend. 
Er zijn plannen om in de (verre) toekomst station West Hoathly te herbouwen en weer in gebruik te stellen. Ook de zijtak naar Ardingly staat nog in de planning om in de verre toekomst weer in gebruik te worden genomen. Struikelpunt is de Lywood Tunnel die geen eigendom van de Bluebell Railway is.
De Bluebell Railway heeft een samenwerkingsverband met de Museumstoomtram Hoorn-Medemblik.

## Stations
- Sheffield Park
- Ketches Halt (gesloten)
- Freshfield Halt (gesloten)
- Holywell (Waterworks) (gesloten)
- Bluebell Halt (gesloten)
- Horsted Keynes
- West Hoathly (gesloten)
- Kingscote
- East Grinstead